# Séquia de Rovella
La Séquia de Rovella és una de les vuit séquies de l'Horta de València (País Valencià) que estan sota la jurisdicció del Tribunal de les Aigües de València. El seu origen històric era l'assut de Rovella, actualment situat al vell llit del riu Túria (avui Jardí del Túria), a l'altura de la Casa de l'Aigua; on encara poden admirar els carreus que conformaven la primitiva presa d'aigües de la séquia. Actualment, en canvi, la presa d'aigües es realitza en el nou Assut del Repartiment, en terme municipal de Quart de Poblet, on les aigües creuen sota el nou curs al marge esquerre i discorren per un nou traçat subterrani fins a arribar al primitiu llit del rec a l'altura del vell assut.
Rega les hortes i camps del marge dret de l'antic riu Túria dominats per esta séquia des de la Séquia de Favara fins al mar, en terme de València. La seva superfície regable és molt reduïda i es limita a uns pocs camps a la zona d'En Corts i Natzaret, cada vegada més ocupats per la urbanització de la ciutat i al ZAL del Port de València, i a proporcionar els seus sobrants als regs de Francs i Marjals.

## Dades
La séquia de Rovella històrica tenia els seus orígens en l'assut de Rovella, actualment situat al vell llit del riu Túria (avui Jardí del Túria), a l'altura de la Casa de l'Aigua. Allà es poden veure els carreus que conformaven la primitiva presa d'aigües d'aquest rec. No obstant això, el nou llit del Túria va deixar aquest tram fluvial en sec i la presa es va traslladar al nou Assut del Repartiment, tal que les aigües parteixen d'allà, creuen sota el nou curs al marge esquerre i discorren per un nou traçat subterrani fins a arribar al primitiu llit del rec a l'altura del vell assut. El recorregut ha estat afectat històricament pels nombrosos canvis urbanístics de la ciutat, de manera que ara discorre paral·lel al vell llit, fins a arribar a Guillem de Castro, i continua per la ronda interior fins a sortir d'esta en direcció a Russafa i l'eixample fins a arribar a les terres d'En Corts on rega algunes parcel·les.
La séquia de Rovella dona aigües al Jardí Botànic travessa la ciutat com clavegueram i ve a emergir en l'anomenada séquia del Valladar, a l'entorn de l'horta del Pou d'Aparisi, i més avall, des del Valladar rega les hortes de La Punta.
La séquia de Rovella regava els horts situats a l'oest de la muralla àrab, que posteriorment quedarien situats intramurs de la nova muralla del segle XIV. També hi havia un ús per a la indústria dels tints. La séquia accedia al barri del Carme pel carrer  de la Corona i se'n eixia pel Tossal.
La missió principal de la séquia dins de la ciutat no era el reg de l'horta valenciana, sinó per ser utilitzada en el servei de clavegueram històric de la ciutat fins a la construcció dels nous col·lectors, els quals es van realitzar a partir de 1975. Les seves aigües arrossegaven les aigües negres per utilitzar-les en el fertilitzat dels camps i arrossars del sud de la ciutat. En l'actualitat, encara s'utilitza part del seu traçat amb aquesta finalitat, encara que no se sap quants són els abocaments. En no disposar d'un traçat originari de la séquia, al llarg dels anys s'han produït alguns problemes en la construcció d'edificis a la ciutat, en concret als barris com els de Russafa i Montolivet.